# Головкова
Головкова — река в России, протекает по территории Бабушкинского района Вологодской области. Устье реки находится в 8 км по правому берегу реки Конга. Длина реки составляет 14 км.
Исток находится возле деревни Веретея (Тимановское сельское поселение) в 10 км к юго-востоку от села Тиманова Гора (центр поселения) и в 36 км к северо-востоку от Села имени Бабушкина (районного центра). Головкова протекает по лесистой, заболоченной и ненаселённой местности. Генеральное направление течения — юг.

## Данные водного реестра
Согласно данным государственного водного реестра России относится к Двинско-Печорскому бассейновому округу, водохозяйственный участок реки — Северная Двина от начала реки до впадения реки Вычегда, без рек Юг и Сухона (от истока до Кубенского гидроузла), речной подбассейн реки — Сухона. Речной бассейн реки — Северная Двина.
Код объекта в государственном водном реестре — 03020100312103000008435.